# ズール戦争
『ズール戦争』（ズールせんそう、Zulu）は、1964年のイギリスの戦争映画。監督はサイ・エンドフィールド、出演はスタンリー・ベイカーとマイケル・ケインなど。
1879年に大英帝国と南アフリカのズールー王国との間で戦われたズールー戦争の第一次侵攻の中の戦いの一つである、ロルクズ・ドリフトの戦いを描いた作品。
同時期に行なわれ、大英帝国軍が大敗北を喫したイサンドルワナの戦いを描いた作品として、『ズールー戦争/野望の大陸』（1979年制作）がある。

## キャスト
※括弧内は日本語吹替
- ジョン・チャード（英語版）中尉: スタンリー・ベイカー（英語版）（森川公也）
- ゴンヴィル・ブロムヘッド（英語版）: マイケル・ケイン（西沢利明）
- オットー・ウィット牧師: ジャック・ホーキンス（吉沢久嘉） - スウェーデン人宣教師。
- マーガレタ・ウィット: ウラ・ヤコブソン（英語版）（此島愛子）
- ヘンリー・フック（英語版）: ジェームズ・ブース（英語版） - 兵卒。
- フランク・ボーン（英語版）: ナイジェル・グリーン（英語版） - 下士官。
- ナレーター: リチャード・バートン

※日本語吹替：初回放送1973年5月23日、30日『水曜ロードショー』

## 作品の評価
Rotten Tomatoesによれば、26件の評論のうち高評価は96%にあたる25件で、平均点は10点満点中7.6点、批評家の一致した見解は「『ズール戦争』は色とりどりの登場人物たちの配役と乗り越えられない利害関係を辛抱強くしっかり用意してから、手に汗握るスペクタクルを繰り広げ、さらに忘れられない戦争叙事詩を提供している。」となっている。
Metacriticによれば、9件の評論のうち、高評価は8件、賛否混在は1件、低評価はなく、平均点は100点満点中77点となっている。